# 宇留野城
宇留野城（うるのじょう）は茨城県常陸大宮市宇留野に所在する城郭の遺跡（城跡）。中世常陸国にて佐竹氏に仕えた宇留野氏の城館跡とされる。

## 概要
久慈川の左岸に面した低地との比高26メートルの河岸段丘上に位置し、低地から北西向きに侵入した浸食谷の開析により半島状に突出した舌状台地に連なる3つの郭（御城・中城・外城）と、浸食谷を挟んで西側の台地縁辺部に連なる4つの郭によって構成される連郭式の城郭遺跡である。現状での範囲は東西240メートル×南北530メートルを測る。
侵食谷に区切られた舌状台地に位置する東側の郭群は山林となっており、郭の平坦面や土塁・空堀等の遺構が遺存している。「御城」と呼ばれる舌状台地末端の郭が城の中枢（主郭）と考えられている。北側に続く台地に接続する「外城」と呼ばれる郭は、北辺を2重の土塁で固め、北方からの防御を強化している。「外城」の西側では、南東から登ってきた浸食谷が西向きにカーブして東西方向に延びており、これも城の堀として利用され「大堀」と呼ばれている。
侵食谷西側の4つの郭群は、台地に接続する西の縁を堀で区画していたと推定されているが、開発により地表面で遺構が確認できない範囲が多い。

### 発掘調査
2003年（平成15年）に「外城」と遺跡範囲を一部重複する台地上の埋蔵文化財包蔵地・上宿上坪遺跡（かみじゅくかみつぼいせき）の範囲内において、株式会社ダイナムの新店舗建設に伴い、当時の那珂郡大宮町（現・常陸大宮市）による事前の発掘調査が実施された。この際「外城」から西に200メートル離れた地点（埋蔵文化財包蔵地としての宇留野城跡の範囲からは離れた範囲にあたる）で、侵食谷を利用して東西に伸びる「大堀」に並行するように掘られた幅1.8メートル、深さ0.9メートルの溝状遺構が検出された。年代は出土遺物（瀬戸・美濃系陶磁器、硯、内耳鍋など）から室町時代の15世紀代に位置付けられ、宇留野城に関連する区画溝と推定された。

### 宇留野城と宇留野氏
宇留野城の創築年代については、上述の発掘調査以外に考古学的な知見から検証が行われていないが、『新編常陸国誌』に平安時代の天禄年間（970年-973年、10世紀後半）に「宇留野五郎時景」という人物が築城したという伝承がある。また、常陸大宮市宇留野字佐貫山には宇留野古館（うるのこだて）の伝承地があり、初期宇留野氏の居館かと考えられている。
また『水府志料』所集の「樫村氏所蔵文書」には、鎌倉時代末の元享3年（1323年）9月23日付関東下知状に、永仁5年（1297年）に当地の地頭に任命された「宇留野大輔宏瑜」という僧侶の名が見えることから、少なくとも鎌倉時代の13世紀末時点には「宇留野」を名字の地とする氏族がいたと推定されている。
ただし、これら鎌倉時代以前の宇留野氏の系譜やその後の消息については不明な点が多く、室町時代以降の宇留野氏（佐竹氏の分流）との関連などについてもよく解っていない。また室町時代以降の宇留野氏も、氏に関する史料が少なく、複数存在する系図にも異同があり、不明な点が多い。
室町時代以降の宇留野氏は、佐竹義俊の4男の系統が宇留野姓を名乗ったことに始まるとされる。その後、佐竹義篤の弟の義元がこの宇留野氏の養子に入って宇留野義元を称し、宇留野城の北方に位置する小貫氏の部垂城を奪取し、兄・佐竹義篤との間で「部垂の乱」を起こした事績などが知られる。
織豊時代末の慶長7年（1602年）に佐竹氏が常陸国から出羽国（秋田県）へ移封された際、宇留野氏の一部もこれに従い出羽へ移住したが、宇留野城はこの頃に廃城となったのではないかと推定されている。